# マンゾクネット
マンゾクネット（まんぞくねっと、別名：MAN-ZOKUネット/MAN-ZOKU NET、中国語訳：満足網/満足網絡）とは風俗情報誌「マンゾク(MAN-ZOKU)」のWeb版として、全国の風俗情報を発信するポータルサイトである。

## 沿革
- 1996年6月 - 株式会社クリエイターズカンパニーコネクションにより、サイト開設。
- 2014年4月 - 株式会社エムネットシステムにより、全面リニューアル。
- 2014年8月 - スマホ版、完全リニューアル。

## 概要
「マンゾクネット」は、全国風俗情報のポータルサイトとして、マンゾクネット加盟店の情報を記事・広告を掲載している。
加盟店は管理画面から情報発信をし、ユーザーは無料で検索・閲覧することができる。
掲載加盟店舗数は約13,300店、掲載加盟店に在籍するキャスト数は約84,800人（2018年8月現在）。

### 主なコンテンツ
- 「加藤鷹の風俗最前線」[1]
- 「エロ写」[2]
- 「グラビア」[3]
- 「写メ日記」[4]
- 「マンゾクVR」[5]
- 「風俗体験動画」[6]
- 「口コミ」[7]

### グループサイト
- MCポイント[8]
- ユカイライフネット[9]
- マンゾクショッピング[10]
- もみパラ[11]
- パラダイスネット[12]
- プレジャーブックスネット[13]